# Louis Delluc

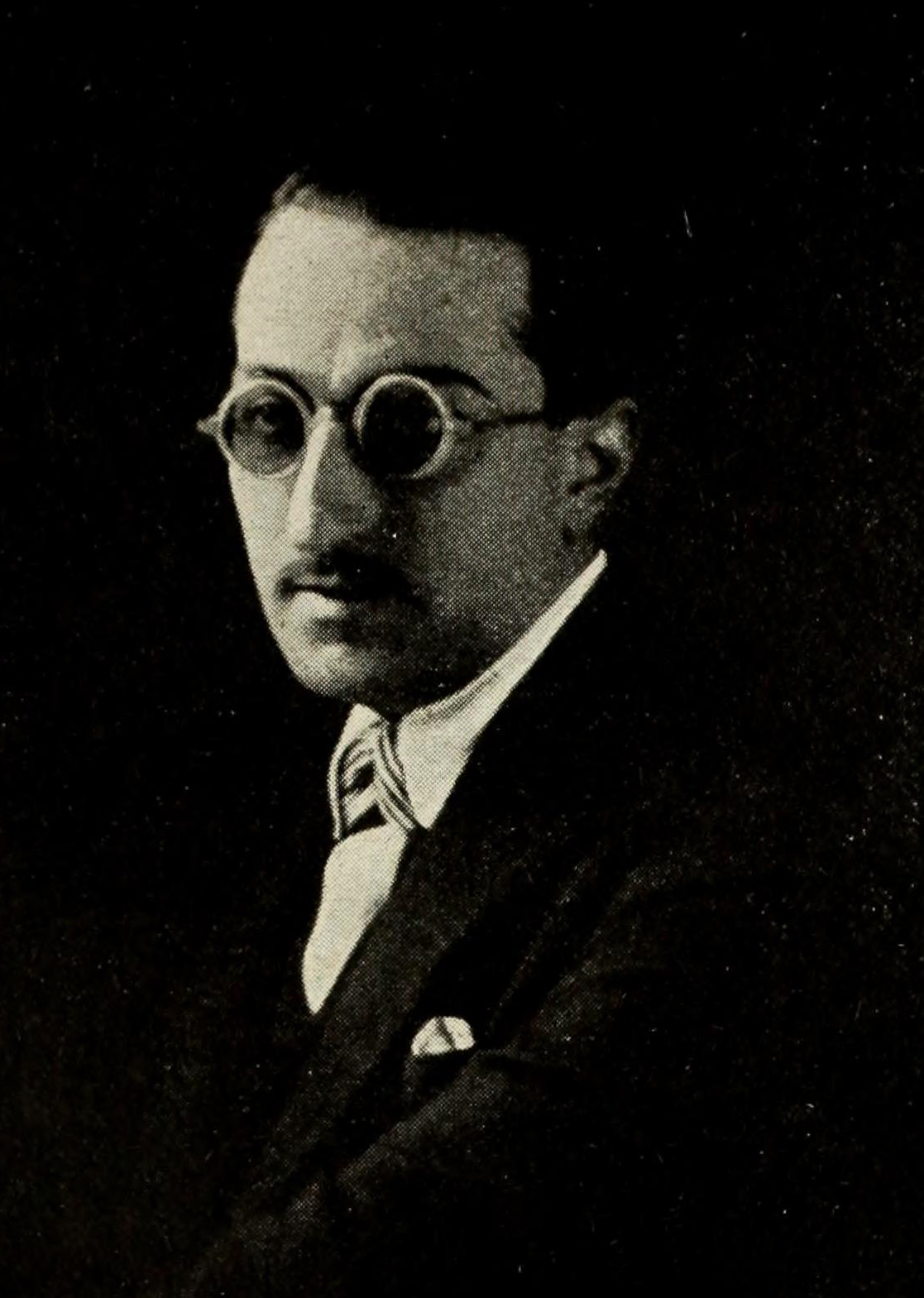
Louis Delluc, etwa 1920

Louis Delluc (* 14. Oktober 1890 in Cadouin, Frankreich; † 22. März 1924 in Paris, Frankreich; eigentlich Louis-Jean-René Delluc) war ein französischer Filmregisseur, Drehbuchautor, Schriftsteller, Filmkritiker und Filmtheoretiker.

## Biografie

### Ausbildung und Tätigkeit als Journalist
Louis Delluc wurde 1890 als Louis-Jean-René Delluc im Département Dordogne im Südwesten Frankreichs geboren. Sein Vater war Besitzer einer Apotheke in Cadouin und stellvertretender Bürgermeister des Ortes. Ein paar Jahre nach Dellucs Geburt zog die Familie nach Bordeaux, ehe sie 1903 nach Paris übersiedelte. In der französischen Hauptstadt erhielt Delluc eine klassische Schulausbildung am Lycée Henri IV und dem Lycée Charlemagne, wo er u. a. Léon Moussinac (1890–1964) kennenlernte, einen später in Frankreich bekannten Filmkritiker, mit dem ihn eine lebenslange Freundschaft verbinden sollte. Im Alter von vierzehn Jahren hatte Delluc, der zu dieser Zeit der Literatur und dem Theater sehr zugetan war, bereits mehrere Stücke verfasst. Mit fünfzehn Jahren erhielt er einen Preis für sein erstes veröffentlichtes Gedicht. Delluc publizierte daraufhin Theaterkritiken und Lyrik und stellte seine Gedichte zwischen 1907 und 1909 u. a. dem Petit Poète de Nice, dem Le Courier de Paris-Province und der La Revue Française zur Verfügung. 1908 erschien seine erste Gedichtsammlung unter dem Titel Chansons du jeune temps und ein Jahr später gab Delluc sein Studium auf, das ihn an die Écoles normales supérieures (ENS) hätte führen sollen.
Nach seinem Studienabbruch wandte sich Louis Delluc dem Journalismus zu. 1910 wurde er Mitarbeiter des renommierten Pariser Theaterjournals Comoedia illustré. Durch diese Tätigkeit machte er die Bekanntschaft mit vielen Theaterschaffenden, darunter die Regisseurin Irénée Mauget, die Dellucs Theaterstück Francesca am 11. Juni 1911 im Théâtre de Verdure in Marnes-la-Coquette uraufführte. Mit 23 Jahren lernte er die Belgierin Eve Francis (1886–1980) kennen, bürgerlich Eva François, die in mehreren Hauptrollen in den Stücken des französischen Schriftstellers Paul Claudel gespielt hatte und als dessen Muse galt. Mit Francis verband Delluc u. a. die Liebe zur Musik Claude Debussys, zum Ballett und der russischen Tänzerin Ida Rubinstein, Ikone und Patronin der Belle Époque. Francis nahm Delluc zu zahlreichen Filmvorführungen mit, doch er verachtete die so genannten Kunstfilme seiner Epoche, Wochenschauen, und Werke wie Louis Feuillades 1913 entstandene Fortsetzungsserie Fantômas. Erst 1916, durch die Vorführung von Cecil B. DeMilles Stummfilm The Cheat (1915), änderte sich seine Meinung. Das US-amerikanische Kino faszinierte Delluc und er begann Filmkritiken zu schreiben und sich für das Filmemachen zu interessieren. 1916 und wurde sein erster Roman Monsieur Berlin veröffentlicht. 1917 veröffentlichte er seine erste Filmkritik in Henri Diamant-Bergers (1895–1972) Magazin Le Film, das er bis 1919 auch mitherausgeben sollte, sowie seinen zweiten Roman La guerre est morte.

### Erhebung des Films zur Kunstform
Im Januar 1918 heiratete Louis Delluc Eve Francis, wenige Tage später wurde er zum Militärdienst eingezogen. Hatte er im Jahr 1914 noch erfolglos versucht sich der Armee anzuschließen, galt diese Einberufung als Strafmaßnahme für sein Mitwirken an der pazifistischen Zeitung Le Bonnet rouge. Während er bis zum Sommer 1919 in Aurillac in der Auvergne-Region stationiert war, führte er seine Arbeit als Filmkritiker, Journalist und Schriftsteller fort. Im selben Jahr wurden seine Gespräche mit dem Schauspieler Édouard de Max (1869–1924), mit dem er über das Theater und die Kunst der Schauspielerei philosophierte, unter dem Titel Chez de Max veröffentlicht und Delluc erhielt die Möglichkeit, eine wöchentliche Filmkolumne in der Tageszeitung Paris-Midi zu schreiben. Zu dieser Zeit gab es nur wenige seriöse und unabhängige Filmkritiker und obwohl andere, wie der italienische Schriftsteller Riciotto Canudo (1877–1977), auf dem Gebiet Pionierarbeit geleistet hatten, gilt Delluc als Begründer der Filmkritik. Mit seinen Artikeln beeinflusste er Literatur- und Intellektuellenzirkel und nach und nach zeigten sich mehr Zeitungen für Filmkritiken empfänglich. 1919 wurden seine Filmrezensionen in der Paris-Midi unter dem Titel Cinéma & cie veröffentlicht und 1920 der Band Photogénie mit kritischen und theoretischen Abhandlungen zum Medium Film. Ein Jahr später wurde Charlot, eine Abhandlung Dellucs über Charlie Chaplin publiziert, die 1922 von Hamish Miles ins Englische übersetzt und unter dem Titel Charlie Chaplin veröffentlicht werden sollte.
Durch seine Ehefrau Eve Francis kam Louis Delluc in Kontakt mit der Filmregisseurin Germaine Dulac, die 1919 eines seiner Drehbücher realisierte. La Fête espagnole (dt.: „Das spanische Fest“) spielt in Spanien und erzählt die Geschichte zweier verfeindeter Großgrundbesitzer (gespielt von Gaston Modot und Jean Toulout) die um die Gunst der attraktiven Soledad (Eve Francis) buhlen. Der französische Filmtheoretiker Jean Mitry (1907–1988) bewertete den Film später als denkwürdigen Moment in der Geschichte des französischen Kinos. Delluc selbst empfand, dass die Atmosphäre authentischer bei Dreharbeiten an Originalschauplätzen in Spanien gewesen wäre, während sein Weggefährte Léon Moussinac der Regisseurin anlastete, dass sie die filmische Exzellenz von Dellucs Filmskript nicht vollends zur Geltung gebracht hätte. Filmhistoriker sehen in Louis Delluc und Germaine Dulac Anführer einer Gruppe von Filmschaffenden wie Jean Epstein, Abel Gance und Marcel L’Herbier, die so genannte impressionistische Schule bzw. erste Avantgarde. Dies steht jedoch im Widerspruch zu Dellucs Biografen Marcel Tariol, Filmhistoriker und Professor für Literatur in Toulouse, und dem Filmjournalisten Richard Abel, der das Werk des französischen Filmemachers zwar als einflussreich aber als individuell betrachtet. Delluc sei mehr ein Erbe des amerikanischen Kinos, deren Vertreter Douglas Fairbanks, David Wark Griffith, Thomas Harper Ince oder Charlie Chaplin er bewunderte.

### Arbeit als Filmregisseur
Im Jahr 1920 führte Louis Delluc erstmals selbst Regie. Der schwarzweiße Stummfilm Fumée noire (dt.: „Schwarzer Rauch“), mit seiner Ehefrau Eve Francis in der weiblichen Hauptrolle besetzt, schildert die Geschichte eines Ehepaares, das Besuch von einem Onkel erhält. Dieser berichtet ihnen von seinen Reisen in den fernen Orient. Der hypnotische Effekt seiner Erzählungen und Geschenke, provoziert Träume, die Realität anzunehmen scheinen. Fumée noire steht exemplarisch für Dellucs folgende Filme, die seine Figuren mit Gegenwart und Vergangenheit ebenso konfrontieren wie mit Realität und Einbildung. Diese Themen griff Delluc auch in seinem nächsten Film Le Silence (dt.: „Die Stille“) auf, der mit seinen nicht chronologisch ablaufenden Sequenzen als Wegbereiter für Werke wie Alain Resnais’ Letztes Jahr in Marienbad (1961) angesehen wird. Das 25-minütige Werk, mit Gabriel Signoret und Eve Francis in den Hauptrollen, stellt einen Ehemann in den Mittelpunkt, der vergeblich auf das Eintreffen seine Frau wartet. Er flüchtet sich daraufhin in einen inneren Monolog und gibt sich der Phantasie hin, dass ihn seine Ehefrau betrügen würde. Ebenfalls im Jahr 1920, im Januar, erschien die erste Ausgabe vom Journal du Ciné-club, später Ciné-club, das Delluc gemeinsam mit Léon Moussiniac gründete. Ziel der beiden war es, die filmbegeisterten Menschen in Frankreich mit der Zeitschrift zusammenzuführen. Während dieser Versuch scheiterte und das Journal du Ciné-club 1921 eingestellt wurde, wuchs die Zahl der Filmbegeisterten an. Delluc organisierte gemeinsam mit Moussinac und Riciotto Canudo öffentliche Filmvorführungen, u. a. die französische Premiere von Robert Wienes expressionistischen Klassiker Das Cabinet des Dr. Caligari (1919). Gleichzeitig zeigten sie eine große Anzahl von amerikanischen Produktionen und machten den schwedischen Film bekannt, zu dessen damaligen Vertretern Victor Sjöström und Mauritz Stiller gehörten.
Im Jahr 1923 gab Louis Delluc die im Mai 1921 von Arkady Romanoff gegründete Cinéa heraus, die sich in filmischen Themen schon bald so stark etablieren sollte wie die Comoedia illustré für die Theaterwelt. Delluc machte die Cinéa, an der u. a. Jean Epstein, Émile Vuillermoz und Léon Moussinac mitarbeiteten, zu einem Forum für Filmkritiken und theoretischen Abhandlungen über das Medium Film. Die Wochenschrift galt als erste künstlerisch anspruchsvolle Filmzeitschrift Frankreichs. Nach seiner erfolglosen dritten Regiearbeit Le Chemin d'Ernoa (1920, dt.: „Der Weg von Ernoa“) in dem er mit den visuellen Möglichkeiten der Landschaft experimentierte, folgte 1921 sein vierter Film Fièvre (dt.: „Fieber“). Die Geschichte um Leidenschaft, Eifersucht und Mord in einer Marseiller Seemannstaverne war Erfolg bei Kritikern beschieden. Man lobte die lebensnahe und lebendige Atmosphäre des Films und verglich ihn mit den Werken Scherben und Hintertreppe des österreichischen Drehbuchautors Carl Mayer. Mit Le Tonnerre (1921) gelang es Delluc nicht an den Erfolg anzuknüpfen und seine Reputation als Filmemacher festigte sich erst wieder 1922 mit La Femme de nulle part (dt.: „Die Frau von nirgendwo“). Eve Francis spielt in dem Stummfilm eine geheimnisvolle Frau, die von ihrem Ehemann verlassen wurde. Als sie zum Ort ihrer Kindheit zurückkehrt, trifft sie auf eine junge Frau (gespielt von Gine Avril), die sich mit den gleichen Problemen plagt. La Femme de nulle part in dem sich Delluc erneut an den Themen Zeit und Erinnerung, Vergangenheit und Gegenwart als zentrale Elemente bediente, zählt heute gemeinsam mit Fièvre zu seinen herausragenden Werken.
Seinen letzten Film stellte Louis Delluc im Jahr 1924 fertig. L'Inondation (dt.: „Die Überschwemmung“), produziert von Marcel L’Herbier, inszenierte Delluc in der Tradition schwedischer Filme. Im Mittelpunkt steht eine Frau (gespielt von Eve Francis), die in ihr Heimatdorf im Rhonetal zurückkehrt. Sie verliebt sich in den Verlobten einer anderen (Edmond Van Daële), was sie schlussendlich unter mysteriösen Umständen mit dem Leben bezahlen muss. Die Kritik beanstandete, dass die titelgebende Flut im Plot nur eine nebensächliche Funktion habe und nur rein poetischer Natur sei. Die Dreharbeiten im Rhônetal wurden von Kälte und Regen erschwert, die dem Filmemacher gesundheitlichen Tribut abforderten. Delluc litt unter erheblichen Kräfteverfall und starb wenige Wochen später im Alter von 33 Jahren an Tuberkulose, ohne seine Filmtheorien und seine vielversprechende Arbeit als Filmregisseur weiterführen zu können. Louis Delluc, der den Begriff cinéaste geprägt hatte, wurde von Henri Langlois, Gründer der Cinémathèque Française, als Prophet beschrieben. Langlois ließ Anfang der 1980er Jahre mehrere von Dellucs zahlreichen Filmabhandlungen wiederveröffentlichen. Von seinem langjährigen Weggefährten Léon Moussinac wurde Delluc zu einem der Helden der heroischen Epoche des Kinos verklärt. Zwei Jahre nach seinem Tod nahm sich der Brasilianer Alberto Cavalcanti (1897–1982) Dellucs 1919 veröffentlichten Roman Le train sans yeux an und verfilmte ihn mit dem Deutschen Hans Mierendorff in der Hauptrolle. 1937 wurde als Erinnerung an ihn der Louis-Delluc-Preis (Prix Louis-Delluc) ins Leben gerufen, der alljährlich die beste französische Kinoproduktion auszeichnet.

## Werke (Auswahl)

### Romane
- 1916: Monsieur Berlin
- 1917: La guerre est morte
- 1919: Le train sans yeux
- 1919: La danse du scalp
- 1923: L'homme des bars
- 1928: Le dernier sourire de tête-brûlée
- 1958: L'enfance d'une reine

### Essays
- 1918: Chez de Max
- 1919: Cinéma & cie
- 1920: Photogénie
- 1921: Charlot
- 1921: La jungle du cinéma
- 1923: Drames de cinéma

### Gedichtbände
- 1908: Chansons du jeune temps

### Theaterstücke
- 1911: Francesca
- 19??: La Vivante

## Filmografie

### Regisseur
- 1920: Fumée noire
- 1920: Le Silence
- 1920: Le Chemin d'Ernoa / L'Américain
- 1921: Fièvre
- 1921: Le Tonnerre
- 1922: La Femme de nulle part
- 1924: L'Inondation

### Drehbuchautor
- 1919: La Fête espagnole
- 1921: Fièvre
- 1922: La Femme de nulle part
- 1927: Der Millionenraub im Riviera-Expreß